# Johannes van der Ploeg
Johannes Petrus Maria van der Ploeg (* 4. Juli 1909 in Nijmegen; † 4. August 2004 ebenda) war ein niederländischer katholischer Theologe (Alttestamentler) und Dominikanerpater.

## Leben
Van der Ploeg trat 1926 in den Dominikanerorden ein. Nach dem Studium der Theologie und Philosophie in Zwolle, Le Saulchoir und am Angelicum in Rom empfing er 1932 die Priesterweihe. Die Promotion zum Dr. theol. erfolgte 1934, jene zum Dr. S. Scripturae 1946. Während eines Aufenthaltes an der École biblique et archéologique française de Jérusalem im Jahr 1947 kam er in Kontakt mit den ersten Schriftrollen vom Toten Meer. Er erkannte eine Rolle als Handschrift des Buches Jesaja, hielt sie jedoch für mittelalterlich und daher wertlos. Erst später änderte sich diese Haltung und van der Ploeg publizierte zu den Qumranrollen. Im Jahr 1951 wurde er als Nachfolger Bernard Jan Alfrinks Professor für Altes Testament, Hebräisch und Altsyrisch an der Katholischen Universität Nimwegen. Von 1960 bis 1961 war er auch Rector Magnificus der Universität. Später befasste sich van der Ploeg intensiv mit dem Christentum in Südindien. Die Syrisch-katholische Kirche ernannte ihn 1963 zum Chorbischof. Van der Ploeg wurde 1979 emeritiert. Zu seinem 70. Geburtstag 1982 wurde ihm die Festschrift Von Kanaan bis Kerala gewidmet. Kirchlich war van der Ploeg konservativ eingestellt und wandte sich insbesondere gegen das Engelwerk sowie den Holländischen Katechismus. Bekannt ist auch seine aus letzterem resultierende Kontroverse mit dem belgischen Dogmatiker Edward Schillebeeckx.

## Ehrungen
- Ehrendoktor des Instituts für syrische Studien in Indien (1997)
- Chorbischof der Syrisch-katholischen Kirche (1963)

## Mitgliedschaften
- Königlich-Niederländische Akademie der Wissenschaften (1958)
- Pontificia Accademia Theologica Romana (1980)

## Monographien (Auswahl)
- Funde in der Wüste Juda: Die Schriftrollen vom Toten Meer und die Bruderschaft von Qumrân. Bachem, Köln 1959. [Übersetzung des Originals von 1957]
- Le Rouleau de la guerre: traduit et annoté avec une introduction. Studies on the Texts of the Desert of Judah 2. Brill, Leiden 1959.
- Le Targum de Job de la grotte 11 de Qumran (11 QtgJob). Noord-Hollandsche Uitg. Maatschappij, Amsterdam 1962.